# 虎榛子
虎榛子（学名：Ostryopsis davidiana）为桦木科虎榛子属的植物，为中国的特有植物。分布在中国大陆的辽宁、河北、四川、山西、内蒙古、甘肃、陕西等地，生长于海拔800米至2,400米的地区，见于山坡、杂木林以及油松林下。
毛榛与虎榛子名称经常混用，不分彼此；它们的常见叫法还有：小榛子、野榛子，等等。

## 别名
棱榆（河南）